# Los hijos de Húrin
Los hijos de Húrin (título original en inglés: The Children of Húrin) es una novela del escritor y filólogo británico J. R. R. Tolkien, publicada de forma póstuma el 17 de abril de 2007 en todo el mundo, tras ser editada por su hijo Christopher.  
La novela está ambientada en la Primera Edad del Sol de la Tierra Media, el lugar ficticio donde se desarrolla la mayor parte del legendarium creado por Tolkien, poblado por hombres y otras razas humanoides (elfos y enanos), así como muchas otras criaturas reales y fantásticas. La historia trata sobre un hombre llamado Húrin, perteneciente a la Casa de Hador de raza de los edain, y sobre la maldición que el vala Morgoth echa sobre él y sus descendientes. Dentro de la estructura del legendarium, la historia es conocida en idioma sindarin como Narn i Chîn Húrin, «Historia de los hijos de Húrin»; se la menciona varias veces simplemente como el Narn. La balada original se describe como escrita en el año 499 de la Primera Edad del Sol por Dírhaval, un poeta mortal nacido en Dor-lómin, pero refugiado en las bocas del Sirion.

## Argumento
La historia comienza en el año 458 de la Primera Edad del Sol, cuando los hermanos Húrin y Huor, huyendo de una tropa de orcos que les habían emboscado, llegaron a las Crissaegrim y fueron llevados por dos águilas hasta el reino escondido de Gondolin. Allí, el rey Turgon les acogió de buen gusto y llegó a sentir gran afecto por ellos; no obstante, transcurrido un año, los hermanos querían regresar a su casa y Turgon accedió a ello a pesar de que la ley impedía abandonar el reino a todo aquel que lo hubiera pisado o visto. Cinco años después nació el hijo mayor de Húrin y de su esposa Morwen, Túrin, y dos más tarde su hija Urwen, quien murió a la edad de tres años debido a un viento maligno procedente de Angband que hizo que enfermara. En el 472 P. E. tuvo lugar la Nírnaeth Arnoediad, en la que participó Húrin; dicha batalla acabó con la victoria de Morgoth y la captura de Húrin por parte del mismo. Debido a que Húrin no quiso revelarle la posición de la ciudad secreta de Gondolin, Morgoth le maldijo junto a toda su descendencia.
Cuando llegó la noticia del cautiverio de Húrin a oídos del rey Thingol del bosque de Doriath y debido a que los Orientales estaban merodeando por Dor-lómin, el elfo ofreció su protección a Túrin y a su madre; sin embargo, Morwen, debido a su orgullo, no quiso abandonar su hogar para protegerlo y envió a Túrin a Doriath acompañado por dos hombres. Allí, Túrin fue tomado como hijo adoptivo de Thingol y Melian e hizo buena amistad con el elfo Beleg, con quien años después combatiría en las fronteras del reino, defendiéndolas de los ataques de los orcos.
Si bien Túrin era querido por muchos, había un elfo de la corte de Thingol, llamado Saeros, que lo despreciaba por el buen trato que recibía del rey y solía humillarlo en público. Un día Saeros insultó a la madre de Túrin y ambos acabaron batiéndose en duelo; Túrin desarmó al elfo y este, al huir de él, acabó cayendo al río Esgalduin y murió. Túrin, creyendo que no se le haría un juicio justo, huyó de Doriath y se unió a una banda de proscritos con la que convivió hasta que Beleg le encontró. Su amigo le rogó que regresara a Doriath, pero Túrin se resistió debido a su orgullo. Tras su separación y al cabo de unos días, la banda de proscritos se encontró con un enano llamado Mîm, quien les guio hasta la casa en la que vivía con sus dos hijos (uno muerto, asesinado por el proscrito Androg, quien recibió una maldición de parte de Min diciendo que jamás podrá tomar un arco en su vida). Al cabo de un tiempo, Beleg vuelve a Túrin. 
El odio de Mîm hacia Beleg fue en aumento según pasaba el tiempo, pues no se fiaba de los elfos y además curó a Andróg cuando volvió a usar un arco y fue herido por una flecha, impidiendo así que se cumpliera la maldición que le había echado. Por otro lado, cada vez más hombres se unían a Túrin y esto acabó por revelar su posición a Morgoth, que fue enviando tropas a los alrededores de Amon Rûdh, aunque por el momento no ordenó el ataque. solo Mîm se percató de que estaban siendo rodeados y su odio hacia Beleg, unido al secuestro de su hijo Ibun por parte de los orcos, le llevó a traicionar a Túrin. Los orcos, guiados por el enano, asaltaron Amon Rûdh y mataron a todos los hombres, excepto a Túrin, quien fue apresado, y a Beleg, quien se libró de la muerte y fue encadenado al haber hecho Mîm un trato para encargarse de él por su cuenta. No obstante, Andróg, herido de muerte, ahuyentó al enano antes de que matará a Beleg y tras quitarle sus ataduras murió. 
Beleg partió entonces siguiendo el rastro de Túrin y sus captores y durante el viaje se topó con el elfo Gwindor, quien había sido apresado durante la Nírnaeth Arnoediad y había logrado escapar de las minas en las que Morgoth había ordenado que trabajase. En ese instante, una gran tropa de orcos pasó a su lado y, escondidos, vieron como llevaban a Túrin encadenado de camino a Angband. Tras perseguirles y aprovechando que los orcos acamparon para festejar su triunfo y dormir, Beleg y Gwindor liberaron a Túrin. Alejados del campamento y mientras Beleg cortaba las ataduras de Túrin, su espada Anglachel se resbaló de sus manos e hirió al adán en el pie, despertándole lleno de ira y, creyendo que se trataba de uno de sus captores, le mató. A la mañana siguiente y después de haberse pasado toda la noche mirando el cuerpo de su amigo, Túrin ayudó a Gwindor a enterrarle y tomó la espada Anglachel. Acto seguido, Gwindor le guio hasta el reino de Nargothrond.
Anglachel fue afilada de nuevo y Túrin fue admitido en el consejo del rey Orodreth gracias a su habilidad en la guerra; allí se ganaría el respeto de todos los elfos debido a sus estrategias de batalla, excepto el de Gwindor, contrario a ellas por lo que había visto en Angband. Los elfos, guiados por los consejos de Túrin, se prepararon para una guerra más abierta y construyeron un gran puente sobre el río Narog para salir de la ciudad. Mientras tanto, Morwen y su hija menor, Niënor, acudieron a Doriath en busca de Túrin y allí permanecieron un tiempo al saber que se había marchado.
Transcurridos cinco años, una pareja de mensajeros llegó a Nargothrond con un mensaje del señor de las Falas, Círdan, a quien se le había aparecido el vala Ulmo en persona para avisarle del peligro inminente que corría el reino de Orodreth. No obstante y aunque al rey le perturbó la noticia, Túrin le instó a que no escuchara. Fue así como, en otoño de ese mismo año, Morgoth lanzó el ataque que estaba planeando y su ejército, encabezado por el dragón Glaurung, saqueó Nargothrond y mató a Orodreth. Túrin, engañado por Glaurung, huyó y se dirigió a Dor-lómin en busca de su madre y su hermana creyendo que el lugar estaba siendo atacado.

## Composición
La historia de los hijos de Húrin es tan solo una parte de una mitología que J. R. R. Tolkien trabajó durante casi toda su vida y que comenzó a principios de 1917, cuando estaba ingresado en el hospital de Great Haywood tras haber caído enfermo durante su servicio en la Primera Guerra Mundial. Según comenta el biógrafo Humphrey Carpenter en J. R. R. Tolkien, una biografía, el autor comenzó a escribir la primera versión de Los hijos de Húrin en agosto de ese mismo año, durante una recaída que pasó en el hospital de Hull. «El cuento de Turumbar», título que recibe la citada versión de la historia, fue recogido por J. R. R. Tolkien junto a otros cuantos en el llamado Libro de los cuentos perdidos, editado y publicado años después por su hijo Christopher en dos tomos. En el segundo de ellos, donde se encuentra el relato íntegro, acompañado de una introducción, notas aclaratorias y un análisis, Christopher Tolkien no ofrece una fecha tan específica como la de Carpenter y establece que la historia fue escrita por primera vez en algún momento entre 1917 y mediados de 1919.
Al igual que el resto de los Cuentos perdidos, «El cuento de Turumbar» es narrado por un personaje dentro de la ficción. La infancia de Túrin aún no aparece y tan solo se mencionan algunos aspectos de la Nírnaeth Arnoediad, aunque esta versión ya incluye la marcha de Húrin (aquí Úrin) a la guerra, su captura y su maldición por parte de Morgoth (aquí Melko) ante la negación del hombre a ofrecerle su ayuda en la búsqueda del rey Turgon de Gondolin. El nacimiento de Niënor (aquí Nienóri) se produce antes de la partida de Túrin hacia Doriath y esta no se debe al temor de Morwen (aquí Mavwin) porque su hijo y heredero se convirtiera en esclavo, sino a que ella no sabía como criar a él y a su hermana juntos.
A principios de la década de 1920 y a partir de la historia de los Cuentos perdidos, Tolkien compuso dos versiones de un extenso poema para el que usó el verso aliterativo inglés (usado también en varias obras anglosajonas, como Beowulf, una de las fuentes de inspiración de Tolkien) y al que tituló en un principio «Túrin hijo de Húrin y Glórund el Dragón», y más tarde «La balada de los hijos de Húrin».
Sin embargo, en algún momento entre finales de 1924 y principios de 1925, Tolkien abandonó la escritura del poema, cuando la historia se encontraba en el reino de Nargothrond. Las dos versiones del poema fueron publicadas mucho tiempo después por Christopher Tolkien en Las baladas de Beleriand, el tercer volumen de La historia de la Tierra Media. Debido a la complejidad de su estilo, Christopher tuvo que incluir en el libro un glosario de palabras arcaicas que utiliza, para que aquellos que lo leyeran pudieran comprenderlo.
En 1930, Tolkien comenzó a escribir el Quenta Silmarillion a partir de un esbozo que realizó en 1926 sobre su mitología para su antiguo profesor de Birmingham, R. W. Reynolds, y que también estaba basado en los Cuentos perdidos. Sin embargo, el relato se interrumpió en la historia de los hijos de Húrin, durante la estancia de Túrin con los proscritos, y no se retomaría hasta muchos años después; la causa de la interrupción se debió a que Tolkien dedicó todo su tiempo a la novela El hobbit y acto seguido a El Señor de los Anillos. Una vez finalizada esta última, Tolkien retomó la redacción de las tres historias más extensas del Quenta y por fin pudo finalizar «Los hijos de Húrin», ya que no empezó desde el principio como acostumbraba, sino que empleó el poema aliterativo hasta la destrucción de Nargothrond y continuó a partir de ahí hasta el final.

## Influencias

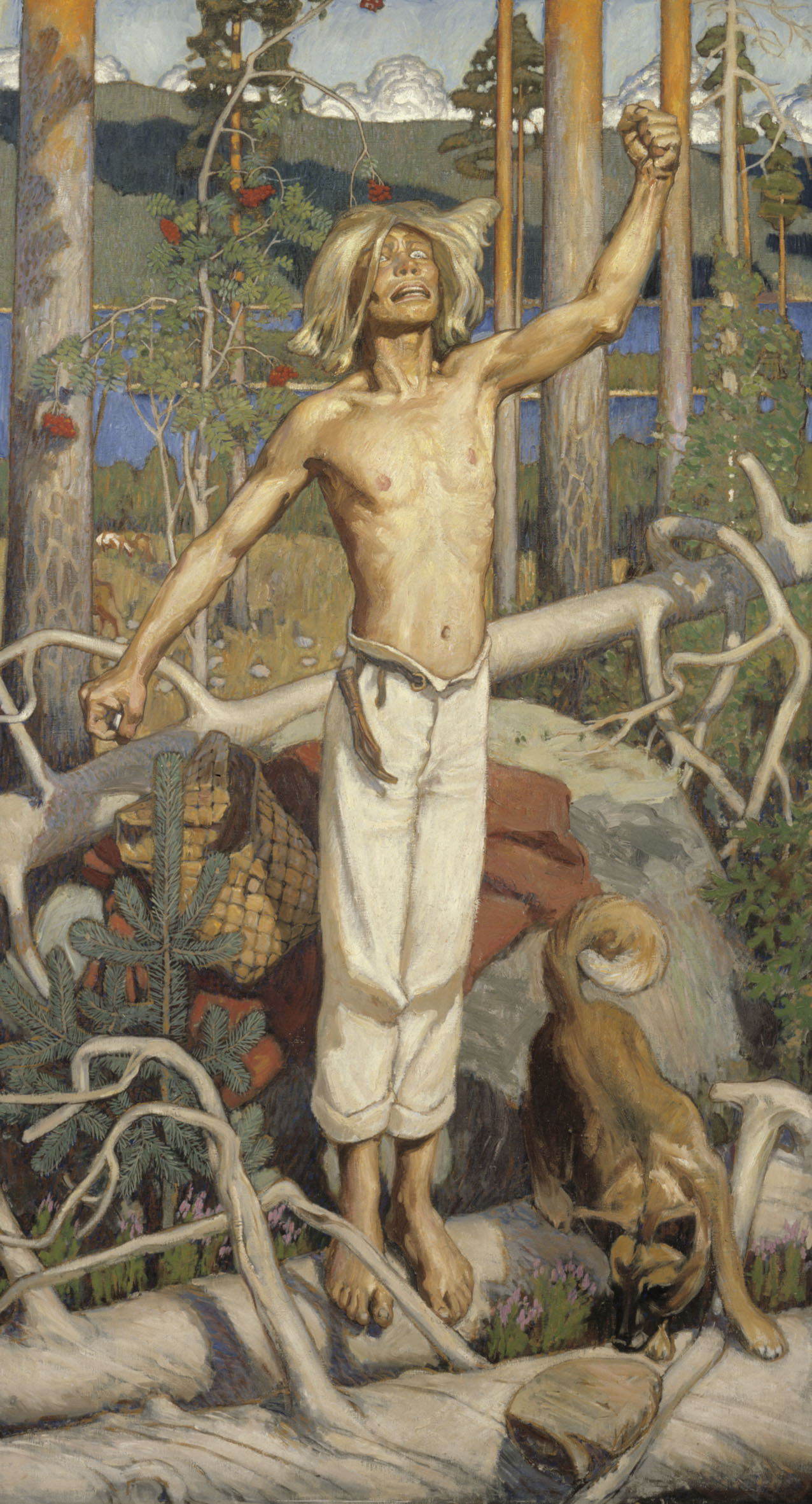
La maldición de Kullervo, por Akseli Gallen-Kallela.

En 1951, cuando la editorial Allen & Unwin decidió rechazar en un primer momento El Señor de los Anillos por la terquedad de Tolkien a la hora de publicarlo junto con El Silmarillion, Milton Waldman, de HarperCollins, se mostró interesado en ambas novelas y Tolkien le escribió una carta en la que se las describía; en ella, el autor asegura que Los hijos de Húrin está inspirada en los personajes de Kullervo, Sigurd y Edipo.
De la historia de Kullervo, que aparece en el poema épico finés Kalevala, la inspiración más evidente es el trágico final de ambas. Túrin desconoce que Nienor es su hermana porque no llegó a conocerla y el dragón Glaurung le borró a ella la memoria, mientras que Kullervo, que tampoco conocía a su hermana, viola a una persona sin saber que es ella; entonces, cuando descubren la verdad, ambos se suicidan arrojándose sobre su espada, agobiados por los remordimientos de haber cometido incesto. No obstante, ya que Tolkien tomó esta inspiración a causa de su deseo de reelaborar la historia del Kalevala, los personajes de Túrin y Kullervo se diferencian en que el primero es noble y se suicidó por la culpa, mientras que el segundo es malvado y se suicidó por miedo al sufrimiento.

## Recepción y críticas
Los primeros comentarios tras la publicación de Los hijos de Húrin han sido en su mayoría positivos. Comparándolo con una tragedia griega, The Washington Post lo calificó como «un sombrío, oscuro y  hermoso cuento», que «posee la resonancia mítica y sombría sensación de un  destino inexorable». The Independent publicó una crítica bastante positiva («seco, loco, sin humor, duro curso y completamente brillante»).  Bryan Appleyard de The Sunday Times escribió que «el conjunto de Los hijos de Húrin está por encima de otros escritos de Tolkien», tomando nota de su «intensa y muy crecida forma» y «una verdadera sensación de alta gravedad». Maurice Chittenden de The Sunday Times, en cambio, escribió que «podría merecer un certificado X-» por la cantidad de muertes violentas que en él se relatan.
El libro también tuvo algunos, pero pocos, comentarios negativos, como el del Detroit Free Press, que lo clasificó como «aburrido y sin terminar», Entertainment Weekly lo tildó de «torpe e inmaduro», «bosque impenetrable de nombres... sobrecargado y estrangulado con la sintaxis», y The Guardian lo elogió como «un héroe wagneriano... en una búsqueda casi simbólica».
Los hijos de Húrin debutó en el número uno en el Hardcover Fiction de The New York Times. Según Houghton Mifflin, editor del libro en los Estados Unidos, en sus primeras semanas se vendieron 900.000 ejemplares del libro a escala global, el doble de las expectativas iniciales de los editores. HarperCollins, la editorial británica, dijo que se habían vendido 330.000 ejemplares en versión impresa en el Reino Unido en las dos primeras semanas.

## Temas e interpretaciones principales
Los temas que Tolkien explora más profundamente en la novela incluyen voluntad y destino. Se ha sugerido que el carácter de 
Túrin no solo está formado por la maldición de Morgoth, sino que él mismo también es parcialmente responsable de sus acciones. La maldición no puede y no controla completamente su voluntad; Túrin muestra rasgos como el orgullo y la arrogancia, que eventualmente causan la perdición (y la muerte) de sus amigos y familiares. Los personajes también toman decisiones que conducen al final trágico, lo que significa que la trama no está completamente dictada por el destino y la maldición de Morgoth. Sin embargo, está claro que el trágico final no puede y no será evadido. La personificación de los personajes presagia esto (la muerte de la alegría a través de la muerte de Lalaith, el significado del nombre de Niënor, el luto).
El libro también adopta elementos de tragedias de venganza, incluidos temas de venganza (vengar a 
Glaurung), muertes múltiples (Beleg, Gwindor, Finduilas, Morwen, Brodda, Niënor, Brandir, Saeros), locura (la locura de Túrin después de descubrir quién era Níniel), y disfrazarse (Túrin adopta nuevas identidades en un intento de escapar de su destino).
La novela también refleja también el heroísmo y el coraje. Túrin puede ser descrito como un héroe byroniano, que se puede ver predominantemente a través de su comportamiento caballeroso hacia las mujeres y su gentileza y voluntad innatas para ayudar a otros en necesidad.

## Interpretaciones de los personajes femeninos
Aunque los personajes femeninos en la novela son pocos en número y, a menudo, en la periferia de la trama principal, diría que, en muchos sentidos, son ellas quienes impulsan los eventos de esta historia e influyen en las acciones del protagonista. Los personajes femeninos recurrentes en la novela son Morwen, Niënor y Urwen, quienes son, respectivamente, la madre y las hermanas de Túrin. 
Urwen era la hermana menor de Túrin y aparece solo al comienzo de la historia antes de su muerte prematura, a la edad de tres años, por lo que no está físicamente presente en la novela ni en la vida de Túrin durante mucho tiempo. Sin embargo, su importancia en la historia es altamente simbólica. El simbolismo de Urwen en la novela se manifiesta a través de su nombre; “todos los que la conocieron durante su breve vida, la llamaban Lalaith, que significa Risa”. Al igual que su nombre significa risa, también se puede decir que Lalaith simboliza la felicidad en la novela, que también se ve en el primer capítulo cuando Tolkien escribe que todos “sentían alegría en sus corazones mientras ella vivió”. El escritor, por lo tanto, deja muy claro que la presencia de Urwen en Dor-lómin y, en general, en la vida de los miembros de su familia y las personas que la rodean trae alegría. En consecuencia, se puede esperar que cuando ella muera, toda la alegría y la risa abandonen a Dor-lómin y el mundo en el que existe nuestra protagonista, Túrin. Morwen incluso lo verbaliza al informar a Túrin de su muerte, explicando por qué ya no se debe pronunciar el nombre de Lalaith; “Urwen está muerta y ya no hay risa en esta casa”. 
La muerte de Urwen, por lo tanto, es de gran trascendencia en el desarrollo de Túrin, afectando no solo su felicidad sino también las decisiones que toma más adelante en la historia. Aunque la muerte de Urwen tiene un gran impacto en todos los que la amaron, se ve que causa más dolor a su hermano, quien “lloró amargamente solo por la noche”. Sin embargo, el impacto principal que la muerte de su hermana tiene en la vida de Túrin está en sus relaciones posteriores con las mujeres. Como dice el narrador: "[Túrin] buscó en todas las caras de las mujeres de la cara de Lalaith". Por ejemplo, Túrin le dice a Finduilas: “tuve una hermana, Lalaith, o así la llamaba yo; y tú me la recuerdas”. Está claro que la semejanza de Finduilas es la razón de la atracción de Túrin hacia ella. Por esta razón Túrin también se sintió atraído por Niënor y finalmente se enamora de ella.
También se debe discutir el papel del personaje de Morwen en la trama de la novela. Lo que es particularmente interesante sobre este personaje es la forma en que Tolkien la representa. Morwen no aparece caracterizada como el personaje femenino típico que uno esperaría, especialmente para la esposa de un poderoso señor. Se esperaría que ella sea gentil, maternal y subordinada. Sin embargo, la verdadera descripción de ella no podría estar más lejos de esto. Morwen es representada como teniendo una belleza élfica pero, más importante aún, como siendo “de temple algo severo y orgulloso”. Tradicionalmente, estos rasgos tienen connotaciones de fuerza y liderazgo, y contribuyen a los personajes patriarcales. Del mismo modo, Morwen lamenta la muerte de su primera hija Lalaith de manera considerada masculina; “guardaba el dolor en el silencio y la frialdad de su corazón”, mientras que su esposo “se lamentó abiertamente, y tomó el arpa y habría querido componer una endecha”. Aquí, se ve que los rasgos típicamente masculinos de ser frío y sin emociones se atribuyen a Morwen, mientras que los rasgos típicamente femeninos de ser abiertos y apasionados se atribuyen a Húrin. Por lo tanto, desde el comienzo de la novela, se presenta a Morwen al lector como una figura matriarcal fuerte y destacada. Al igual que los otros personajes femeninos principales en la novela, Morwen no suele estar  físicamente presente. Sin embargo, se puede argumentar que este personaje es uno de los más importantes en función de su papel e influencia en la trama. Un ejemplo de la influencia significativa de Morwen es cuando toma la decisión de enviar a Túrin lejos de Dor-lómin para vivir con el rey Thingol. En esta decisión, Morwen, sin saberlo, sella el destino de sus hijos porque la salida de Túrin de Dor-lómin significa que no conocerá a su hermana, Niënor. Por lo tanto, cuando se encuentran más adelante en la novela, sin darse cuenta de que son hermanos, se enamoran, lo que en última instancia es la causa de su muerte posterior. Del mismo modo, fue la decisión de Morwen dejar Dor-lómin con Niënor para buscar Túrin. Esta decisión también jugó un papel importante en el trágico final de la historia. Después de dejar a Dor-lómin, Morwen continúa tomando decisiones que resultan fatales para su familia; “Tanta fue la intranquilidad que se apoderó de Mablung que rogó a Morwen que no siguieran adelante. Sin embargo, ella rió, y dijo: —Es muy probable que pronto tengas el placer de librarte de nosotras, pero todavía deberás soportarnos un poco más. Estamos demasiado cerca ahora como para retroceder por miedo.” Por lo tanto, es su terquedad lo que lleva a Niënor directamente a la trampa de Glaurung, donde se maldice y pierde toda su memoria. Esta maldición es la gota que colma el vaso para la familia de Húrin, y es esta que es la causa final de la muerte de Túrin, Niënor y la propia Morwen.
Finalmente, Niënor, el último hijo de Húrin y Morwen, y la esposa de su hermano, Túrin. Curiosamente, mientras el nombre de su hermana significa "risa", el nombre de Niënor significa "luto". Esta inteligente simbolización de los nombres de los personajes es una técnica interesante utilizada por Tolkien para crear una metáfora extendida que cada una de las hermanas representa a lo largo de la novela. Por lo tanto, cuando Lalaith muere, con ella muere la alegría de la familia y las personas que la rodean y, cuando nace su hermana, Niënor, el dolor que siente la familia se personifica. El nombre de Niënor también presagia el trágico final, ya que es en el "luto" de su muerte que tanto Túrin como Morwen fallecen. Del mismo modo, cuando Niënor es encontrada por su hermano y ya no sabe quién es, se le da el nombre de "Níniel" o "la Doncella de las Lágrimas". Aquí, "Lágrimas" lleva la connotación de dolor y sufrimiento, lo que indica que el destino y la tragedia que aguardan a Túrin y su familia que Niënor personifica no ha cambiado.
Cada uno de los personajes femeninos principales que aparecen en la novela desempeñan papeles diferentes pero igualmente importantes en la trama. Sin embargo, una crítica que se puede hacer es el enfoque de la narrativa en la apariencia física de los personajes femeninos.  Los que presenta Tolkien son bastante diversos y multifacéticos, a diferencia de muchos otros personajes femeninos en este tipo de novelas escritas en este periodo.